# كونكرز

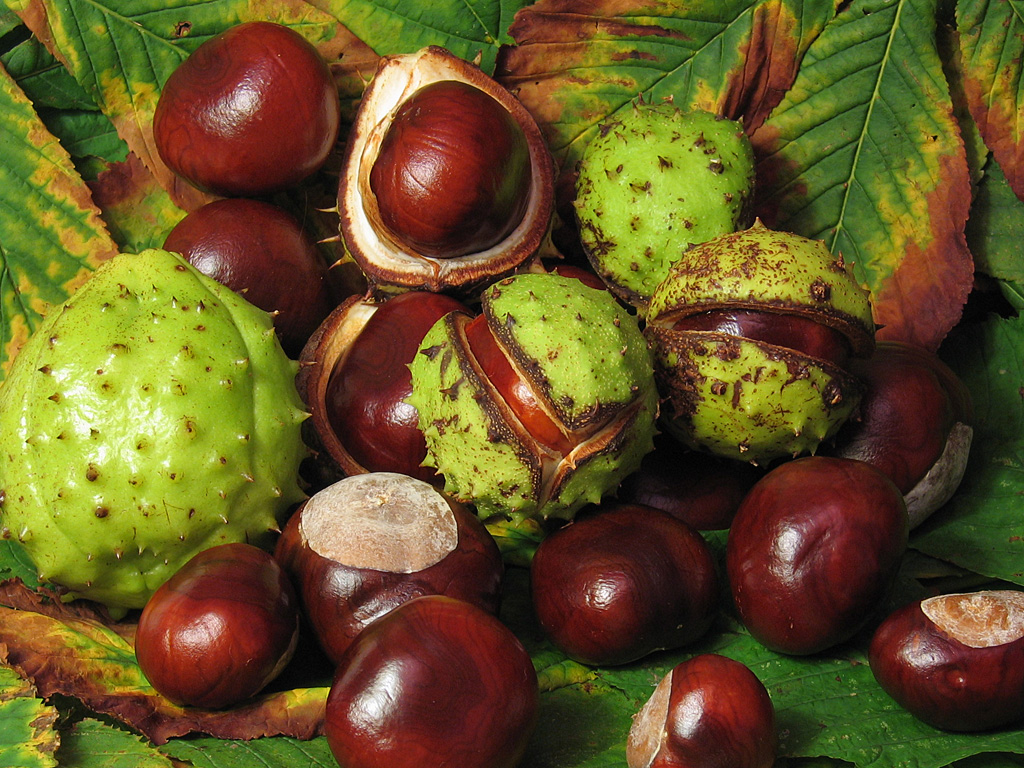
مجموعة مختارة من الكونكرز الطازجة من شجرة القندلي

كونكرز Conkers هي لعبة تقليدية للأطفال في الجزر البريطانية يتم لعبها باستخدام بذور أشجار القندلي - يتم تطبيق اسم "conker" أيضًا على البذرة وعلى الشجرة نفسها. يتم لعب اللعبة من قبل لاعبين ، كل منهما مع كونكر مربوطة بقطعة من الخيط: يضربون بعضهم البعض حتى تنكسر أحد الكونكرز .

## الأصول
أول ذكر للعبة كان في مذكرات روبرت سوثي المنشورة في عام 1821. يصف لعبة مماثلة ، لكنها تلعب بقذائف الحلزون أو البندق. فقط في خمسينيات القرن التاسع عشر كان يتم استخدام الكستناء بانتظام في مناطق معينة. نمت اللعبة في القرن التاسع عشر وانتشرت خارج إنجلترا . 
أول لعبة مسجلة من الكونكرز باستخدام كستناء القندلي كانت على جزيرة وايت في عام 1848. 